# IC 3499
IC 3499 је лентикуларна галаксија у сазвјежђу Дјевица која се налази на листи објеката дубоког неба у Индекс каталогу.
Деклинација објекта је + 10° 59' 44" а ректасцензија 12h 33m 45,0s. Привидна величина (магнитуда) објекта IC 3499 износи 13,3 а фотографска магнитуда 14,2. IC 3499 је још познат и под ознакама UGC 7712, MCG 2-32-138, CGCG 70-169, VCC 1521, PGC 41738.